# Belkassem Ben Sedira
Belkassem Ben Sedira, né à Biskra le 30 novembre 1844 et mort à Sidi M'Hamed le 30 novembre 1901, est un professeur, écrivain et chercheur algérien. Professeur et chercheur à l'École supérieure des lettres d'Alger, il se spécialise dans l'étude de l'arabe algérien et de la langue kabyle.

## Famille
La famille de Ben Sdira est d'origine chaoui de Biskra.

## Biographie
Entre 1860 et 1863, Belkassem a obtenu une bourse d'études et il a été envoyé par le Gouverneur Général Edmond-Charles de Martimprey à l'École normale de Versailles. le jeune Ben Sdira âgée de 21 ans fut nommé professeur à l'école Normale d'Alger.
En 1882, Belkassem fut nommé à la Cour d'Appel, car il avait une certaine connaissance des coutumes locales, et il maîtrisé l'arabe avec ses différentes variantes et Langues berbères. Il fut l'auteur de plusieurs ouvrages pour la vulgarisation de l'arabe algérien et du kabyle.
Il commence à étudier le kabyle et la région de Kabylie en 1886, après d'être chargé par le Gouverneur général Louis Tirman, pour collecter les contes, devinettes, fables, chansons et légendes de la région et pour faciliter l'étude de la langue kabyle, près des tribus kabyles du Djurdjura et de la vallée de la Soummam. Belkassem Ben Sedira fut parmi les premiers à utiliser les caractères latins pour transcrire la langue kabyle.
Il est le grand-père de la chanteuse Leïla Ben Sedira.

## Distinctions
- Commandeur de l'ordre du Nichan Iftikhar
- Chevalier de la Légion d'honneur en 1893[3]

## Écrits
- Belkassem Ben Sedira, Cours de litterature arabe, Alger, 1879
- Belkassem Ben Sedira, Dialogues français-arabes, recueil des phrases les plus usuelles de la langue parlée en Algérie, Alger, Adolphe Jourdan, 1872, 328 p.
- Belkassem Ben Sedira, Dictionnaire français-arabe de la langue parlée en Algérie, Alger, 790 p.
- Belkassem Ben Sedira, Manuel epistolaire de Langue Arabe a l'usage des Lycees, colleges et ecoles normales de l'Algerie, Alger, 272 p.
- Belkassem Ben Sedira, Petit dictionnaire arabe-français de la langue parlée en Algérie contenant les mots et les formules employés dans les lettres et les actes judiciaires, Alger, Adolphe Jourdan, 1882, 608 p.
- Belkassem Ben Sedira, Petite grammaire arabe de la langue parleé à l'ussage des Écoles primaires et des classes élémentaires dans les Lycées et Colléges de l'Algérie, Alger, Adolphe Jourdan, 1883, 48 p.
- Belkassem Ben Sedira, Cours de langue kabyle - Grammaire et versions, Alger, Adolphe Jourdan, 1887, 430 p. (lire en ligne)